# Joseph T. Deal

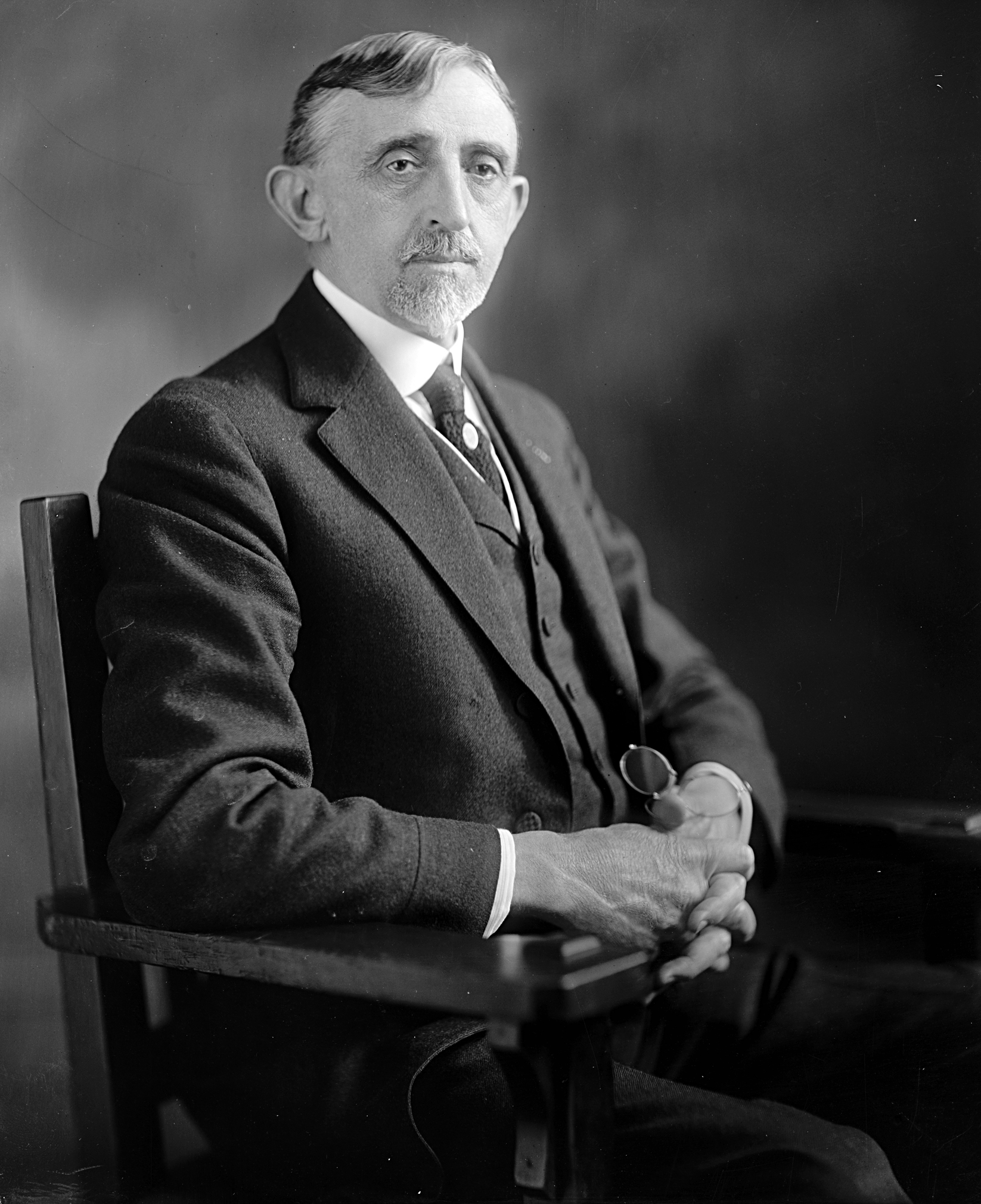
Joseph T. Deal

Joseph Thomas Deal (* 19. November 1860 bei Surry, Surry County, Virginia; † 7. März 1942 in Norfolk, Virginia) war ein US-amerikanischer Politiker. Zwischen 1921 und 1929 vertrat er den Bundesstaat Virginia im US-Repräsentantenhaus.

## Werdegang
Joseph Deal besuchte die öffentlichen Schulen seiner Heimat und studierte danach bis 1882 am Virginia Military Institute in Lexington. Danach arbeitete er in der Bau- und Holzbauindustrie. Seit 1891 war er in Norfolk ansässig, wo er zwischen 1905 und 1910 den Ausschuss zur örtlichen Weiterentwicklung leitete. Gleichzeitig schlug er als Mitglied der Demokratischen Partei eine politische Laufbahn ein. Im Juli 1908 war er Delegierter zur Democratic National Convention in Denver, auf der William Jennings Bryan zum dritten Mal als Präsidentschaftskandidat nominiert wurde. Von 1910 bis 1912 saß Deal im Abgeordnetenhaus von Virginia. Im Jahr 1919 gehörte er dem Staatssenat an.
Bei den Kongresswahlen des Jahres 1920 wurde Deal im zweiten Wahlbezirk von Virginia in das US-Repräsentantenhaus in Washington, D.C. gewählt, wo er am 4. März 1921 die Nachfolge von Edward Everett Holland antrat. Nach drei Wiederwahlen konnte er bis zum 4. März 1929 vier Legislaturperioden im Kongress absolvieren. Im Jahr 1928 wurde er nicht erneut bestätigt. Nach dem Ende seiner Zeit im US-Repräsentantenhaus nahm Joseph Deal seine früheren Tätigkeiten wieder auf. Er starb am 7. März 1942 in Norfolk.